# 트리폴리타니아

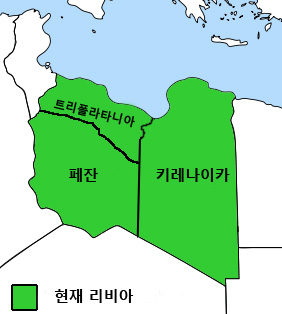
트리폴리타니아의 위치

오스만 제국의 지배하에 있던 1864년부터 1911년까지 사용된 트리폴리타니아의 기

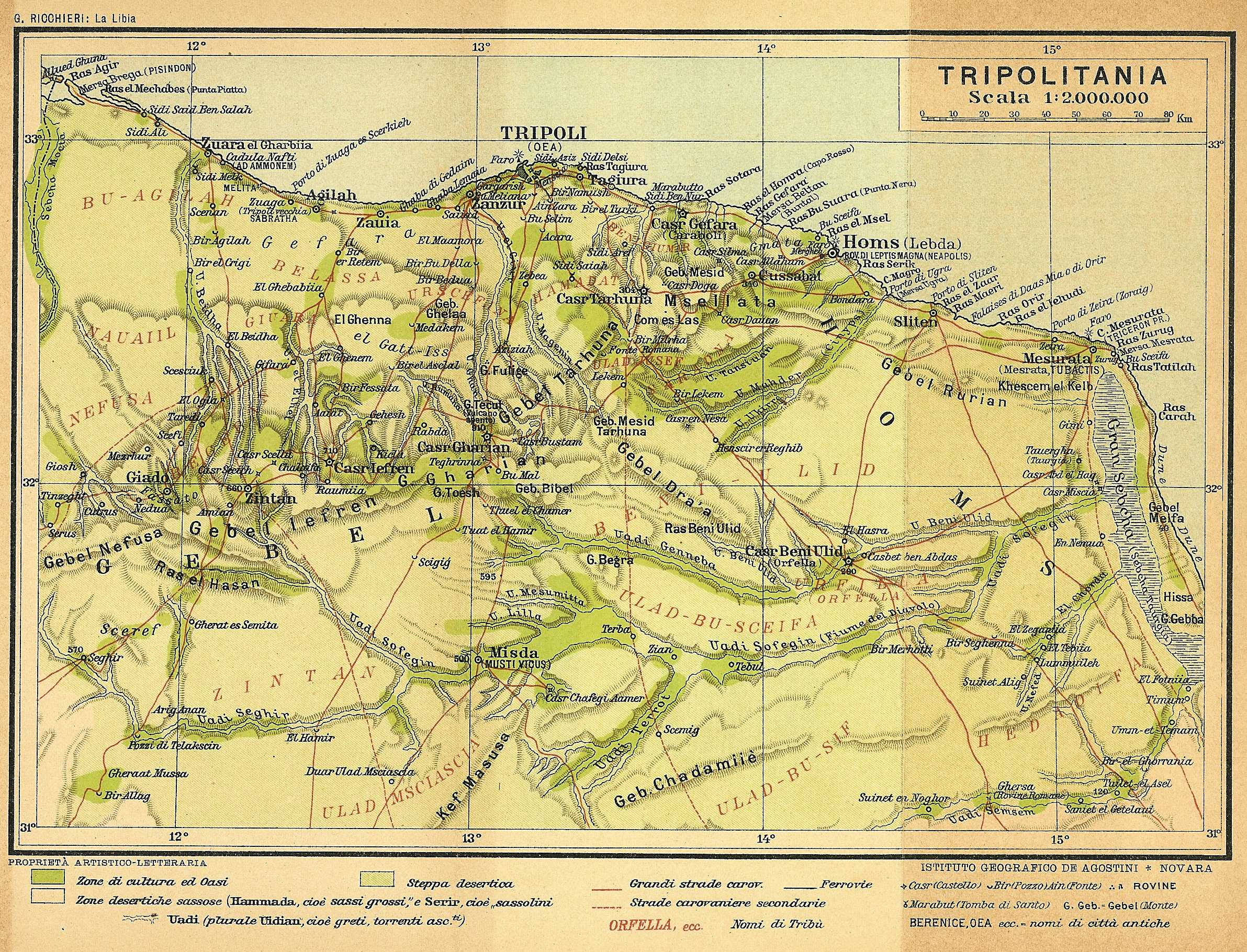
트리폴리타니아

트리폴리타니아(아랍어: طرابلس, Tripolitania)는 리비아 북서부에 위치한 역사적인 지역으로 중심 도시는 리비아의 수도인 트리폴리이다. 트리폴리타니아의 대부분 지역은 사막이지만 북부 연안에 위치한 일부 지역은 지중해성 기후를 띤다. 겨울에 내리는 비를 이용한 올리브, 오렌지, 레몬 등의 재배가 주를 이룬다.
기원전 7세기경 트리폴리, 렙티스 마그나, 사브라타 3개 도시를 페니키아인이 건설했었다. 페니키아가 정복당하고서 카르타고의 지배를 받았지만 포에니 전쟁으로 카르타고가 멸망하면서 로마 제국의 지배를 받게 된다. 당시 아프리카 속주였던 트리폴리타니아는 로마 제국의 곡창 지대 가운데 하나였으며, 사하라 종단 무역의 거점이 되면서 크게 발전했다. 로마 제국 제20대 황제인 셉티미우스 세베루스는 이 지역 출신이다.
로마 제국 쇠퇴 이후에는 반달족과 비잔티움 제국의 지배를 받았으며 643년 정통 칼리파 우마르가 이 지역을 침공하면서 이슬람화되었다. 16세기 오스만 제국의 지배를 받았고 1711년 카라만리 왕조가 성립되었다. 당시 트리폴리타니아는 카라만리 왕조의 중심지였지만 1835년 다시 오스만 제국의 지배를 받게 된다. 1911년 이탈리아-튀르크 전쟁으로 수립된 이탈리아령 리비아가 수립되었고 1951년 리비아 왕국의 영토가 되었다.